# Antonio Bertola
Antonio Bertola (Sossano, Vèneto, 25 de gener de 1914 – Buenos Aires, Argentina, 21 de juny de 1967) va ser un ciclista italià, que fou professional entre 1935 i 1949. Els seus majors èxits esportius els aconseguí a la Volta a Espanya, on aconseguí dues victòries d'etapa en l'edició de 1936.
Era germà del també ciclista Angelo Bertola.

## Palmarès
- 1935
  - 1r al Gran Premi de Bone i vencedor de 3 etapes
- 1936
  - Vencedor de 2 etapes a la Volta a Espanya
- 1937
  - Vencedor de 2 etapes a la Volta al Marroc
- 1938
  - 1r a Quilan
- 1939
  - 1r al Circuit de Midi i vencedor d'una etapa
  - 1r al Circuit des villes d'eaux d'Auvergne i vencedor d'una etapa
  - Vencedor d'una etapa del Tour del Sud-est
  - Vencedor d'una etapa del Tour del Sud-oest
- 1941
  - Campió de l'Argentina de ciclisme en ruta
  - 1r a Rosario-Santa Fe
- 1942
  - 1r als Sis dies de Buenos Aires, amb Fernand Wambst
- 1943
  - Campió de l'Argentina de ciclisme en ruta
  - 1r a Rosario-Santa Fe
- 1947
  - 1r als Sis dies de Buenos Aires, amb Alvaro Giorgetti
- 1948
  - 1r als Sis dies de Buenos Aires, amb Ángel Castellani

### Resultats a la Volta a Espanya
- 1936. 3r de la classificació general i vencedor de 2 etapes

### Resultats al Giro d'Itàlia
- 1937. 37è de la classificació general